# Municipio de Mina
El municipio de Mina es uno de los 51 municipios en que se encuentra dividido el estado mexicano de Nuevo León, localizado el noroeste de su territorio, su cabecera es la ciudad de Mina.

## Geografía
El municipio de Mina se encuentra en la zona noroeste del estado de Nuevo León y limita con el estado de Coahuila, limita al sur con el municipio de García y al este con los municipios de Bustamante, Villaldama, Salinas Victoria e Hidalgo; al norte y al este limita con el estado de Coahuila, con los municipios de Candela, Castaños y Ramos Arizpe.
Sus coordenadas extremas son 25° 52' a 26° 44' de latitud norte y 100° 26' a 101° 13' de longitud oeste, tiene una superficie total de 3,915.80 kilómetros cuadrados.

### Orografía e hidrografía
El municipio de Mina es mayormente plano, aunque se tiene varias montañas, las principales son Sierra del Fraile, Sierra de Enmedio, Sierra de Minas Viejas, Sierra de Gomas y Sierra Rincón del Arco. La altitud del municipio va de 500 a 2,700 m s. n. m.
La principal corriente del municipio es el río Salinas, que proveniente del estado de Coahuila cruza el municipio por su parte sur en un sentido oeste-este y continúa hacia el municipio de Hidalgo; al norte del municipio la principal corriente es el río El Salado que nace de numerosas corrientes que descienden desde las serranías y continúa hacia el noreste con dirección al municipio de Bustamante. Todo el municipio pertenece a la Región hidrológica Bravo-Conchos y se divide en dos cuencas, la zona norte pertenece a la Cuenca Mar Falcón-Río San Juan y la zona sur a la Cuenca río Bravo-San Juan.

### Clima y ecosistemas
El clima del municipio es el que corresponde mayoritariamente a las zonas desérticas del norte de México, se registran dos tipos principales de clima, la zona noroeste tiene un clima Seco semicálido y el resto del municipio Muy seco semicálido; la temperatura media anual es en todo el territorio de 18 a 20 °C, con la excepción de dos pequeños sectores del este en que es de 16 a 18 °C; la precipitación promedio anual del municipio se divide en tres zonas, la mayor ocupa la mitad occidental y en ella es inferior a los 300 mm, siendo la más seca, siguiendo dos zonas que avanzan hacia el noreste en una banda de 300 a 400 mm y de 400 a 500 mm.
La mayor parte del territorio se encuentra cubierto por matorral, habiendo pequeñas zonas con vegetación halófila, entre las principales especies vegetales que existen están la lechuguilla, guayacán, encino, huizache, mezquite, nopal y pitaya, y entre las principales de animales, armadillo, coyote, liebre, tejón y víbora.

## Demografía
De acuerdo a los resultados del Conteo de Población y Vivienda realizado en 2005 por el Instituto Nacional de Estadística y Geografía, el municipio de Mina tiene una población total de 5,384 habitantes, de los cuales 2,779 son hombres y 2,605 son mujeres; por lo cual el 51.6% de los población es de sexo masculino, la tasa de crecimiento poblacional anual de 2000 a 2005 ha sido del 1.1%, el 30.5% de la población es menor de 15 años de edad, mientras que esa edad y los 64 años se encuentra el 58.8% de los pobladores, el 80.0% de los pobladores viven en localidades que superan los 2,500 habitantes y el 0.5% de los habitantes mayores de cinco años de edad son hablantes de alguna lengua indígena.

Principales localidades

### Localidades
El municipio de Mina tiene un total de 206 localidades, las principales y su población en 2005 son las que siguen:
| Localidad             | Población |
| Total Municipio       | 5,384     |
| Mina                  | 4,309     |
| Espinazo              | 293       |
| Carricitos            | 99        |
| San Antonio de Arista | 91        |
| San José de la Popa   | 15        |

## Política
El municipio de Mina fue creado en el año de 1851. Su gobierno le corresponde al Ayuntamiento, que está conformado por el presidente municipal, un síndico y el cabildo integrado por un total de seis regidores, cuatro de los cuales son electos mediante mayoría y dos por el principio de representación proporcional, todos son electos mediante voto universal, directo y secreto para un periodo de tres años que no son renovables para el periodo inmediato pero si de forma no continua. Todos entran a ejercer su cargo el día 1 de noviembre del año de su elección.

### Representación legislativa
Para la elección de diputados locales al Congreso de Nuevo León y de diputados federales a la Cámara de Diputados, el municipio de Mina se encuentra integrado en los siguientes distritos electorales:
Local:
- XX Distrito Electoral Local de Nuevo León con cabecera en Salinas Victoria.[13]

Federal:
- XII Distrito Electoral Federal de Nuevo León con cabecera en la ciudad de Cadereyta Jiménez.[14]

### Presidentes municipales
- (1997 - 2000): Juan Elías Villarreal González
- (2000 - 2003): Julio Villegas Márquez
- (2003 - 2006): Juan Carlos Padilla Martínez
- (2006 - 2009): Mariano Suárez Galván
- (2009 - 2012): Damaso Avelino Cardenas Gutiérrez
- (2012 - 2015): Lizeth Lozano Cantu
- (2015 - 2018): Damaso Avelino Cardenas Gutierrez
- (2018 - 2021): Damaso Avelino Cardenas Gutierrez
- (2021 - Actual): Edgar Candelario Molina Elizondo